# Acrospermaceae
Die Acrospermaceae sind eine Familie der Schlauchpilze, die alleine die Ordnung Acrospermales bilden.

## Merkmale
Die Acrospermaceae besitzen als Fruchtkörper Perithecien. Diese wachsen einzeln oder im Gruppen auf der Oberfläche eines Stromas oder brechen aus diesem heraus. Sie sind oft lang keulig bis kegelig geformt mit einem kurzen Stiel, im trockenen Zustand abgeflacht und im feuchten Zustand aufgeschwollen. Die Farbe variiert von gelblich weiß bis braun und im trockenen Zustand schwarz. Das Ostiolum, die Öffnung des Peritheciums, ist groß. Die Peridie besitzt im Querschnitt drei Schichten: Eine äußere Schicht, die aus dunklen braunen Zellen eine textura angularis (ein Parenchym-ähnliches Gewebe) bildet; eine mittlere Schicht, die aus einem blassbraunen Gewebe aus länglichen Zellen besteht; eine innere Schicht, die aus einem dichten Gewebe aus kleinen, hellbraunen Zellen besteht. Das Hamathecium, das Gewebe zwischen den Schläuchen, besitzt bei Arten der Gattung Acrospermum schmale, lange Pseudoparaphysen, bei der Gattung Oomyces kommen keine Pseudoparaphysen vor. Die Schläuche sind achtsporig, bitunikat, schmal zylindrisch, gestielt, an der Spitze abgerundet mit einer augenförmigen Kammer. Die Sporen sind gebüschelt, fadenförmig, durchscheinend, vielfach septiert, meist so lang wie die Schläuche und glattwandig.
In der Nebenfruchtform sind sie hyphomycetisch. Die Konidienträger sind mikronematisch, d. h. sie unterscheiden sich kaum von den vegetativen Hyphen. Sie sind blassbraun, septiert, verzweigt oder unverzweigt. Die konidiogenen Zellen sind holoblastisch, d. h. sie werden als Ganzes nach der Bildung abgeschnürt. Sie sind sympodial mit Zähnchen, blassbraun und glattwandig. Die Konidien sind zylindrisch, lang elliptisch, blass gelb, ein- bis dreifach septiert und glattwandig.

## Lebensweise

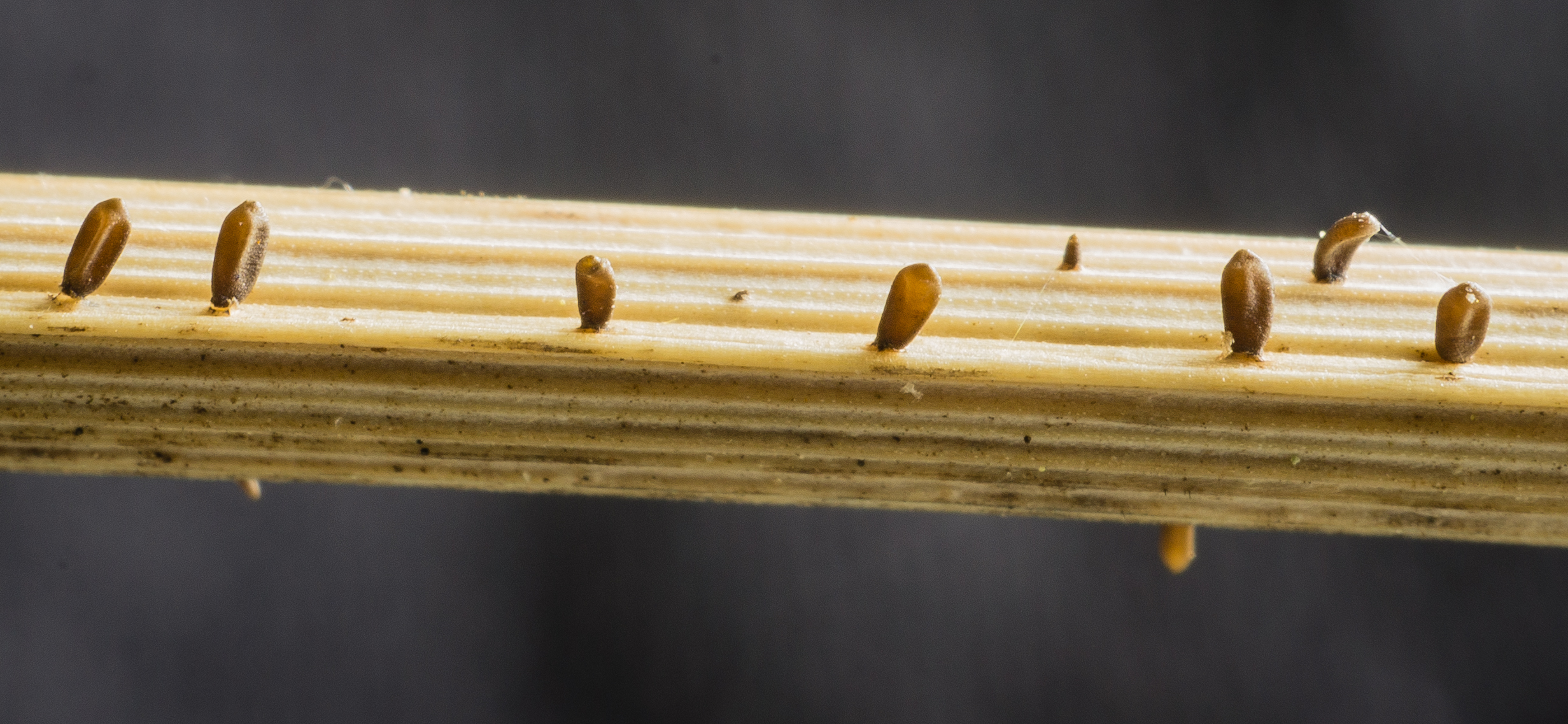
Acrospermum graminum auf einem toten Grashalm

Die bekannten Arten der Acrospermaceae leben saprob, epiphytisch oder symbiontisch auf krautigen Pflanzen.

## Systematik und Taxonomie
Die Acrospermaceae wurden als Familie bereits 1870 von Leopold Fuckel beschrieben mit der Typusart Acrospermum compressum, die Ordnung mit der einzigen Familie Acrospermaceae allerdings erst 2007 von David William Minter, H. L. Peredo & Anna T. Watson. Die Typusgattung ist Acrospermum.
Zurzeit (Stand Mai 2018) zählen nur folgende drei Gattungen zur Familie:
- Acrospermum
- Gonatophragmium
- Oomyces